# Desdunes
Desdunes (en criollo haitiano Dedin) es una comuna de Haití que está situada en el distrito de Dessalines, del departamento de Artibonito.

## Historia
Pasó a ser comuna el 1983.

## Secciones
Está formado por la sección de:
- Desdunes (que abarca la villa de Desdunes)

## Demografía
| Gráfica de evolución demográfica de Desdunes entre 2009 y 2015 |
|                                                                |

Los datos demográficos contemplados en este gráfico de la comuna de Desdunes son estimaciones que se han cogido de 2009 a 2015 de la página del Instituto Haitiano de Estadística e Informática (IHSI). 